# 321 pr. n. št.

## Dogodki
- Samniti porazijo rimsko vojsko.
- Antipater postane makedonski regent

## Smrti
- Perdik, makedonski vojskovodja in politik (* 355 pr. n. št.)